# LAG Nr. 68
Die Lokomotive Nummer 68 der Lokalbahn-AG, kurz LAG, war eine leichte Heißdampf-Tenderlokomotive. Sie wurde 1906 von Krauss mit der Fabriknummer 5573 für den Einsatz auf der Lokalbahn Fürth–Zirndorf–Cadolzburg gebaut.
Aufgrund des gestiegenen Verkehrsaufkommens zwischen Fürth und Zirndorf wollte die LAG dort zusätzliche Personenzüge verkehren lassen. Um einen wirtschaftlichen Betrieb durchführen zu können, entschied sich die LAG für eine leichte, nur mit einem Lokführer zu besetzende Dampflokomotive. Die LAG versprach sich so Kostenersparnisse durch einen geringeren Kohleverbrauch und den Einmannbetrieb.
Die Lokomotive hatte Ähnlichkeiten zu den zuvor entwickelten Bayerischen PtL 2/2 Bauart 1905, die ebenfalls von Krauss gebaut wurden. Wie bei der PtL 2/2 umschloss das Führerhaus den kompletten Kessel, ausschließlich der Rauchkammer. Durch die Stirnwandtüren des Führerhauses gelangte man auf die stirnseitigen Plattformen, wo sich die Aufstiegstritte wie auch Übergangsmöglichkeiten zu den Wagen befanden. Um die Lokomotive ohne einen Heizer fahren zu können, wurde wie bei der PtL 2/2 eine halbselbsttätige Schüttfeuerung eingebaut. Aufgrund des geringen Gesamtgewicht des Zuges von rund 60 Tonnen (drei Wagen plus Lokomotive) konnten die benötigten Zugkräfte mithilfe einer einzelnen angetriebenen Achse übertragen werden. Die PtL 2/2 hatten hingegen zwei angetriebene Achsen. Das außenliegende Triebwerk beschleunigte die Lokomotive auf bis zu 45 km/h. Der Wasserkasten befand sich zwischen den beiden Achsen im Rahmen und wurde durch einen Stutzen vor der Rauchkammer gefüllt. Gebremst wurde die Lokomotive mit einer Wurfhebelbremse und einer Körting’sche Saugluftbremse.
Der Bediener stand, wie bei einer Straßenbahnlokomotive, auf der rechten Kesselseite, wo auch alle Bedienelemente angeordnet sind.
Die Lokomotive wurde 1921 von der LAG verkauft.